# Luftschutzbunker Appenmühle

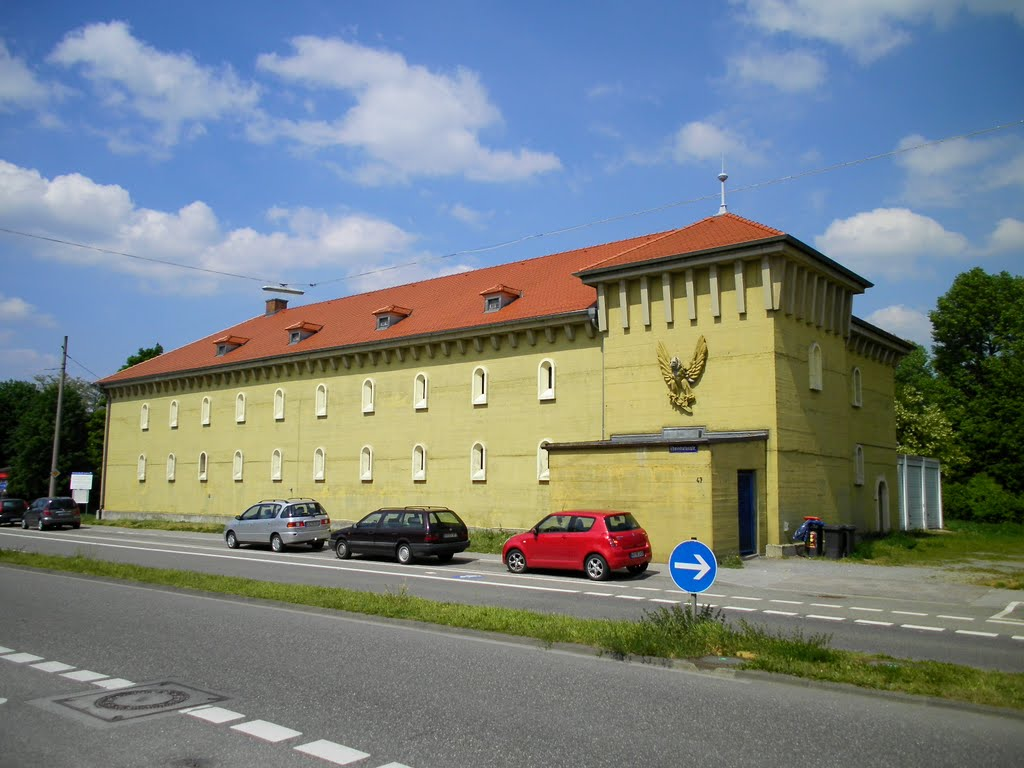
Luftschutzbunker Appenmühle

Der Luftschutzbunker Appenmühle in Daxlanden, einem Stadtteil von Karlsruhe im nördlichen Baden-Württemberg, wurde 1942/43 erbaut. Der Hochbunker an der Rheinhafenstraße 47, oberhalb der Appenmühle, ist ein geschütztes Kulturdenkmal.

## Geschichte
Der Luftschutzbunker wurde nach Plänen von Stadtbaurat Paul Brömme (1908–1964), der Generalbeauftragter des Oberbürgermeisters für das Luftschutzwesen war, erbaut.  
„Der massive Bau mit meterdicken Außenwänden und Decken ist aus Stahlbeton gegossen. Auf drei Stockwerken befinden sich 400 Schutzplätze in engen Räumen rechts und links eines mittleren Erschließungsganges zwischen zwei Treppenhäusern. Es gibt Zugänge von der Rheinhafenstraße und tiefer gelegen auf der Rückseite von den Albanlagen her. Die technische Ausstattung bestand aus einer giftgassicheren Belüftung sowie einer netzunabhängigen elektrischen Beleuchtung und Wasserversorgung. (...) Als Hoheitszeichen über dem Haupteingang ist der aus Beton gegossene, nahezu freiplastisch vor die Fassade vortretende Reichsadler angebracht, der mit aggressiver Geste ein Schwert in den Fängen hält.“
Der Bunker wurde 1980 renoviert, er beherbergt heute Proberäume für Musikgruppen. 